# شفته

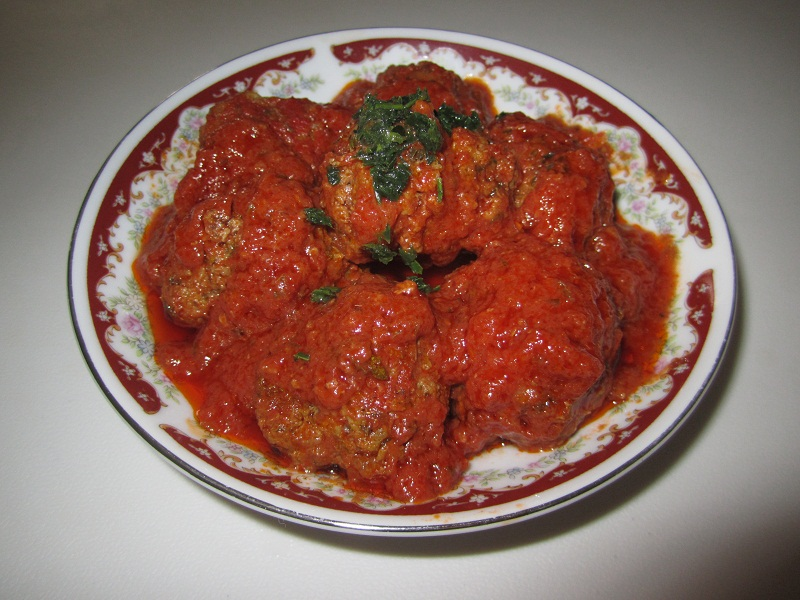
شفته

شفته یکی از غذاهای سنتی ایرانی است که در شهر اراک تهیه می‌شود.
طبق کلامی موزون با عنوان "کوفته، شفته و تتالی/ غذای زنهای اراکی" که در اراک رسم است، این غذا به همراه کوفته و ته تالی از جمله غذاهایی هستند که زنان اراکی در خانه می‌پزند و کمتر در رستوران سرو می‌شود.
مواد اولیه این غذا شامل گوشت چرخ کرده،آرد نخودچی،رب گوجه فرنگی،پیاز رنده شده،نعناداغ،ادویه،جعفری خرد شده‌است.